# وسپرینگ پاینز، شهرستان جیلا، آریزونا
وسپرینگ پاینز (به انگلیسی: Whispering Pines) یک منطقهٔ مسکونی در ایالات متحده آمریکا است که در آریزونا واقع شده‌است. وسپرینگ پاینز ۱٫۱۱ کیلومتر مربع مساحت و ۲٬۸۸۲ نفر جمعیت دارد و ۱٬۵۸۴٫۹۸ متر بالاتر از سطح دریا واقع شده‌است.